# شاهدخت جوان
شاهدخت جوان یاشهدخت جوان زادهٔ ۱۹۶۷ نویسنده، رمان‌نویس و مقاله‌نویس معاصر فرانسوی زاده ایران است. آثارش به موضوعات هویت و خاطرات می‌پردازد و در برابر موضوع اسلام و رهبران دینی ایران و حجاب دیدگاه انتقادی دارد. او در برنامه‌های تلویزیون و رادیو فرانسه حضور دارد.

## آثار
- جوان، شهدخت (۲۰۱۶). فاحشه‌های باحجاب هرگز به بهشت نخواهند رفت. گرسه. شابک ۹۷۸۲۲۴۶۸۶۲۹۷۰.
- جوان، شهدخت (۲۰۰۶). چطورفرانسوی شویم؟.
- جوان، شهدخت (۲۰۰۴). من از جای دیگری می‌آیم. گالیمار. شابک ۹۷۸۲۰۷۰۳۰۰۳۵۸.